# Hessische Landeszentrale für politische Bildung
Die Hessische Landeszentrale für politische Bildung (HLZ) wurde am 4. Mai 1954 durch einen Kabinettsbeschluss der hessischen Landesregierung unter Georg-August Zinn unter dem Namen Hessische Landeszentrale für Heimatdienst gegründet.

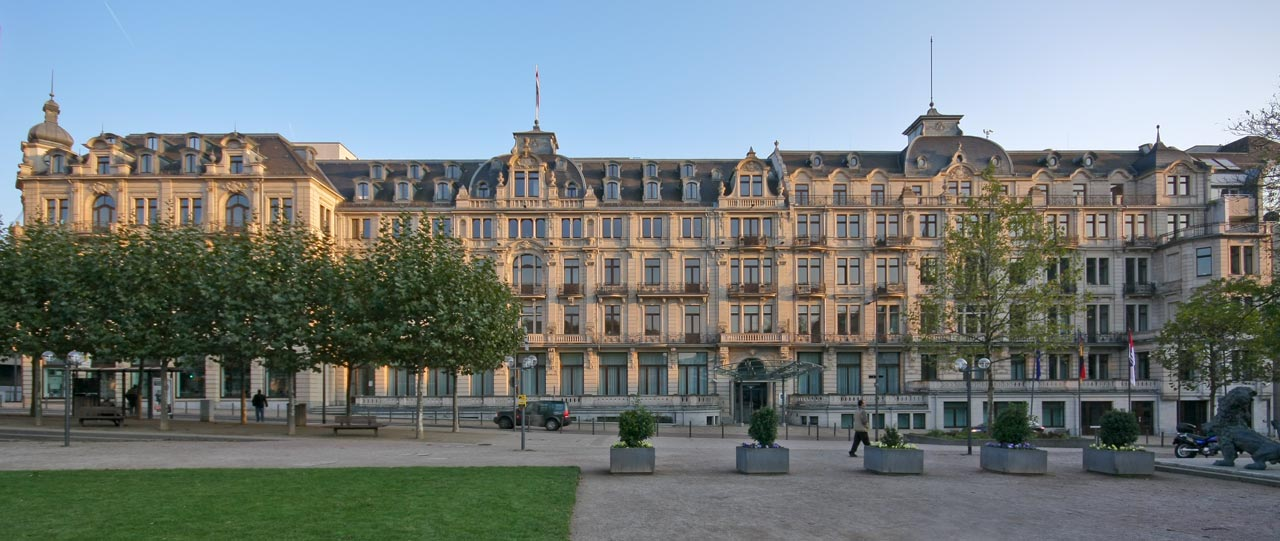
Das ehemalige Hotel Rose in Wiesbaden ist Sitz der Hessischen Staatskanzlei und beherbergt auch die Räume der Hessischen Landeszentrale für politische Bildung.

 Der Sitz ist in Wiesbaden. Dort teilt sie sich seit dem Umzug in das ehemalige Hotel Rose im Jahr 2005 das Gebäude mit der Hessischen Staatskanzlei. Als Einrichtung des Landes Hessen untersteht sie der Aufsicht durch die Staatskanzlei.
Die Arbeit der HLZ wird durch ein neunköpfiges Kuratorium, bestehend aus Landtagsabgeordneten aller in den hessischen Landtag gewählten Parteien, kontrolliert.
Das erste Kuratorium konstituierte sich am 6. Oktober 1955 und beendete damit die Gründungsphase der neu geschaffenen Behörde.

## Geschichte
Hessische Landeszentrale für Heimatdienst
Bereits in der Gründungszeit entwickelte sich bei der hessischen Landeszentrale für Heimatdienst eine inhaltlich-thematische Vielfalt, die in ihren zahlreichen Facetten zukunftsweisend werden sollte. Es bildeten sich die beiden Säulen in der Arbeit heraus:
- Publizistik (Eigenproduktionen, Verlagsankäufe, Förderung von printmedialen Vorhaben) und
- Seminaristik (Seminare (Tages- bis Wochenseminare), Diskussionsveranstaltungen, Kongresse, Studienreisen …).

Grundlegende Anforderung an die HLZ ist die Vermittlung der freiheitlich-demokratischen Grundordnung der Bundesrepublik Deutschland mit den Grundwerten:
- Frieden,
- Freiheit,
- Toleranz und
- Solidarität

Des Weiteren soll sie die Verfassung als Rahmen und Fundament des politischen Lebens den Bürgern nahebringen. Hierzu gehört auch die Vermittlung über den Aufbau und der Funktion der demokratischen Institutionen (Staat, Parteien, Referenden).
Weiterhin klärt die HLZ über Diktatur, Totalitarismus und politischen Extremismus von rechts und von links auf. Als vorrangig gilt hierbei:
- über den Nationalsozialismus und seine Verbrechen informieren und aufklären,
- sich mit Antisemitismus und Extremismus auseinandersetzen,
- vor Krieg, Gewaltherrschaft und Terrorismus warnen und Gewaltprävention bei Jugendlichen betreiben,
- die Aufarbeitung des SED-Unrechtsstaates und der kommunistischen Diktaturen Osteuropas vorantreiben,
- den Dialog mit den Opfern der Diktaturen zu führen.

„Sie [die HLZ] ist schließlich "Trainer der Demokratie" und will Bürger und Jugendliche beim Erwerb demokratischer Kompetenz mit ihren Angeboten unterstützen.“

Die 1950er Jahre waren geprägt durch die Vermittlung der Teilung Deutschlands und der beginnenden Europäisierung der deutschen Politik. Praktisch mit Beginn der Arbeitsaufnahme der HLZ in der Mitte der 1950er Jahre begann sie mit der Vorführung von zeitgeschichtlich-politischen Filmen. Sahen 1957 sich rund 10.000 Menschen die Vorführungen an, wuchs diese Zahl bis 1963 auf fast 600.000 Menschen an. Ein weiteres Hauptmerkmal jener Zeit war die Unterstützung von Fahrten nach Berlin von Schülerinnen und Schülern. 1957 wurden 113 Fahrten nach Berlin durchgeführt. Die Haushaltsmittel in den 1960er Jahren wurden zu beinahe 20 % für Berlinfahrten ausgegeben.
Hessische Landeszentrale für politische Bildung
Die hessische Landeszentrale für Heimatdienst wurde 1963 in Hessische Landeszentrale für politische Bildung umbenannt. Seitdem wird das Kürzel HLZ genutzt.
Die 1970er Jahre prägten die Auschwitz-Prozesse und den damit einhergehenden Interesse an Israel. Und das gesteigerte Interesse an Informationen zu Osteuropa, das durch die beginnende neue Ostpolitik der Regierung Willy Brandts ins Bewusstsein der Bevölkerung rückte.
Die Beschäftigung mit Europa, die Veränderungen im Bereich der Medien und die verstärkten Beschäftigung mit Gedenkstätten für die Opfer des Nationalsozialismus prägten die Arbeit der HLZ in den 1980er Jahren.
Für eine kurze Zeit, nach dem Fall der Mauer im Jahr 1989, baute die Hessische Landeszentrale für politische Bildung von März 1990 bis August 1991 eine Außenstelle im thüringischen Erfurt auf, die nach dem Abschluss des Aufbaues 1991 in die Landeszentrale für politische Bildung Thüringen aufging.
Um die politische Partizipation der Bürger weiter zu fördern, erforderte in den 1990er Jahren eine erhöhte Anstrengungen durch die HLZ. Dies führte zu einer verstärkten Zusammenarbeit der Landeszentralen und der Bundeszentrale für politische Bildung. Ein Ergebnis der Zusammenarbeit ist das 1997 verabschiedete Münchner Manifest.

### Direktoren
- Herbert Osieka (1954–1957)
- Wolfgang Schwabe (1957–1961)
- Günther Wollny (1962–1970)
- Artur Egon Bratu (1970–1977)[10]
- Wolfgang Arnold (1977–1986)
- Werner Wolf (1986–1991)
- Konrad Schacht (1991–1996)
- Klaus Böhme (1996–2003)
- Bernd Heidenreich (2003–2017)[11]
- Alexander Jehn (seit 1. Mai 2017)[12]

## Organisation
Die Hessische Landeszentrale für politische Bildung hat zum 1. Januar 2020 eine neue Struktur angenommen. Die acht Referate sind zwei Fachbereichen unterstellt: Politisch-Historische Zusammenhänge (Fachbereich I) und Gesellschaft im Wandel (Fachbereich II). Den Fachbereichen übergeordnet ist das Referat Direktor, das vor allem zu den Themen Hessen, Geschichte, Schulen und Orte der Demokratiegeschichte arbeitet.

### Fachbereich I: Politisch-Historische Zusammenhänge
- Referat I/1: NS-Gedenkstätten / Rechtsextremismus / Antisemitismus
- Referat I/2: Grenzmuseen / Linksextremismus / Islamismus / Sonderprojekt: SED-Aufarbeitung
- Referat I/3: Europa / Internationales
- Referat I/4: Politische Bildung im ländlichen Raum[13]

### Fachbereich II: Gesellschaft im Wandel
- Referat II/1: Publikationen / Öffentlichkeitsarbeit / Bibliothek / Ökonomischer Wandel / Nachhaltigkeit
- Referat II/2: Digitalisierung / Wahlen / Gesellschaftliches Engagement
- Referat II/3: Parlamente vor Ort / Bundeswehr / Freiwilligendienste
- Referat II/4: Gender / Diversity / Migration / Integration[13]

## Grundlage der Arbeit
Auftrags- und Rechtsgrundlage ist die Satzung der Hessischen Landeszentrale für politische Bildung vom 30. Juli 1973 (StAnz. S. 1505 f.), geändert durch Erlass vom 17. November 1975 (StAnz. S. 2154).

### Kuratorium
Nach Nr. V der Satzung der Hessischen Landeszentrale für politische Bildung vom 30. Juli 1973 (Staatsanzeiger S. 1505) i. d. F. der Änderung vom 17. November 1975 (Staatsanzeiger S. 2154) wird für jede Legislaturperiode ein Kuratorium gebildet, dem neun Abgeordnete angehören. Die Mitglieder des Kuratoriums und ihre Stellvertreter werden vom Landtag nach den Grundsätzen der Verhältniswahl gewählt.

#### Mitglieder des Kuratoriums der 20. Wahlperiode
Vorsitzender: Christoph Degen (SPD); stellvertretender Vorsitzender: Tobias Utter (CDU)
Mitglieder
- Jürgen Banzer (CDU)
- Silvia Brünnel (BÜNDNIS 90/DIE GRÜNEN)
- Frank Diefenbach (BÜNDNIS 90/DIE GRÜNEN)
- Angelika Löber (SPD)
- Frank Grobe (AfD)
- Moritz Promny (FDP)
- Jan Schalauske (DIE LINKE)

Stellvertretende Mitglieder
- Sabine Bächle-Scholz (CDU)
- Dirk Bamberger (CDU)
- Felix Martin (BÜNDNIS 90/DIE GRÜNEN)
- Nina Eisenhardt (BÜNDNIS 90/DIE GRÜNEN)
- Gernot Grumbach (SPD)
- Daniela Sommer (SPD)
- Rolf Kahnt (AfD)
- Matthias Büger (FDP)
- Elisabeth Kula (DIE LINKE)

## Publikationen
Eine wichtige Publikation der HLZ ist die Zeitschrift POLIS, deren Umfang mittlerweile 59 Publikationen erreicht hat. Daneben gibt die HLZ noch weitere Periodika heraus:
- Blickpunkt Hessen, 25 Publikationen ISSN 1612-0825
- forum hlz, 4 Publikationen
- Blaue Reihe, 11 Publikationen ZDB-ID 12048-0
- Schriften zur politischen Landeskunde Hessens, 8 Publikationen ZDB-ID 2128052-6
- Grüne Reihe, 4 Publikationen ZDB-ID 16479-3
- Hessen in Geschichte und Politik, 2 Publikationen ZDB-ID 2218239-1
- Schriftenreihe NACHHALTIGKEIT, 7 Publikationen